# Ёсивара
Ёсивара (яп. 吉原, Тростниковое поле или Весёлое поле) — токийский «район красных фонарей» эпохи Эдо.
В Японии начала XVII века в городах Киото, Эдо и Осака была широко распространена мужская и женская проституция. В 1617 году Токугава Хидэтада из сёгуната Токугава выпустил приказ, запрещающий проституцию вне специально огороженных кварталов. Этими кварталами были Симабара в Киото (1640), Симмати в Осаке (1624—1644) и Ёсивара в Эдо (1617). Главной причиной создания этих районов была попытка сёгуната предотвратить участие в политических интригах нуворишей тёнин (жителей города).

## История
Ёсивара был создан в городе Эдо, рядом с территорией, ныне известной как Нихомбаси, около начала оживленной дороги Токайдо, ведущей к западному Киото. В 1656 году из-за нехватки места для растущего города, правительство решило переместить Ёсивару на его нынешнее место к северу от Асакусы, на окраине города.
Старый район Ёсивара сгорел при пожаре (вместе с большей частью города) в 1657 году, а затем был перестроен на новом месте, и был переименован в Синъёсивара (яп. 新吉原, новый Ёсивара), а старое местоположение стали называть Мотоёсивара (яп. 元吉原, старый Ёсивара). В конце концов слово «син» было отброшено, и новый район стал известен просто как Ёсивара. Клиентов из разных районов города часто доставляли на особых лодках.
В XVIII веке Ёсивара был домом для 1750 юдзё из 3000 числившихся в Японии. В 1893 году в районе проживало более 9000 женщин, многие из которых страдали от сифилиса. Родители часто продавали девочек в бордели в возрасте от семи до двенадцати лет. Если им везло, они становились ученицами высокопоставленной куртизанки. Когда девушки были достаточно зрелыми и завершали обучение, они сами становилась куртизанками. Девушки чаще всего имели контракт с борделем лишь на 5-10 лет, но огромные долги иногда держали их в публичном доме всю жизнь.
Один из способов, которым женщина могла покинуть Ёсивару, был её выкуп богатым человеком, который выкупал её контракт с борделем и содержал её в качестве жены или наложницы. Или если она была достаточно успешной, она могла сама выкупить себя, хотя такое происходило не часто. Многие женщины умирали от венерических заболеваний или от неудачных абортов до завершения своих контрактов. Многие оканчивали свои контракты и выходили замуж за клиента, находили другие занятия (в том числе другие формы проституции), либо возвращались в свои семьи. В таких случаях авансовые платежи, полученные их родителями, могли использоваться для финансирования приданого (не было ничего зазорного в отношении брака с бывшей проституткой).
Социальные классы не были строго разделены в Ёсиваре. Простолюдина с достаточным количеством денег обслуживали также как и самурая. Хотя не одобрялось нахождения самураев в Ёсиваре, они часто там бывали. Единственным требованием для них было, оставить всё оружие у входных ворот. Кроме того, по закону, только покровителю борделя разрешалось остаться на целый день и ночь за раз. Но, как и вся официальная политика Ёсивары, это было редкостью.
Ёсивара стал процветающим коммерческим районом. Мода в городе часто менялась, создавая большой спрос на купцов и ремесленников. Традиционно проститутки должны были носить только простые синие одежды, но это правило редко соблюдали. Ойран и таю часто носили яркие красочные кимоно из шелка и дорогие и сложные украшения для волос. Мода была настолько важна в Ёсиваре, что здесь часто появлялись модные тенденции, которые позже перенимала остальная Япония.
Район пострадал от сильного пожара в 1913 году, а затем был практически уничтожен землетрясением в 1923 году. Он продолжал работу до апреля 1958 года, когда парламент Японии принял закон, окончательно запретивший проституцию в стране и ликвидировал кварталы публичных домов.

## Люди и услуги
Люди, вовлеченные в Мидзу-сёбай (яп. 水商売 мидзу сё:бай, торговля водой)». включали в себя хокан (комедийных актеров), кабуки, танцоров, модников, распутников, чайных девушек, представителей школы Кано (художники официальной школы живописи), куртизанок проживавших в сэйрё (теплицах) и гейш, проживавших в окия.
Куртизанки состояли из юдзё (женщина для удовольствий/проститутка), камуро (младшие ученицы), синдзо (старшие учениц), хаси-дзёро (нижестоящие куртизанки), коси-дзёро (высокопоставленные куртизанки чуть ниже таю), таю и ойран (высокопоставленные куртизанки), яритэ (более старые наставницы для oйран) и ёбидаси, сменившие таю, когда они были вытеснены с рынка.
В дополнение к куртизанкам, были гейши/гэйко, майко (ученицы гейш), отоко-гэйся (гейши-мужчины), данна (покровители гейш) и о-каа-сан (управляющие окия). Между гейшами и куртизанками внешние различия были нечёткими, однако, гейшам с момента их появления было законодательно запрещено оказывать сексуальные услуги, хотя были и исключения.

## Ёсивара сегодня
Сегодня Ёсивара примерно соответствует 4-му кварталу Сэндзоку района Тайто (東京都台東区千束4丁目). На первый взгляд, сегодняшний Ёсивара похож на многие другие окрестности современного Токио. Тем не менее он сохранил наследие прошлого, поскольку там есть много коммерческих учреждений, занятых в секс-бизнесе, хотя полиция закрыла множество подпольных борделей в 2007 году. Рисунок уличной сети, храмы и святыни прошлых времён всё ещё существуют.